# Tôn giáo Ai Cập cổ đại
Tôn giáo Ai Cập cổ đại bao gồm các niềm tin, nhân vật chính, tôn giáo và nghi thức khác nhau tại Ai Cập cổ đại qua hơn 3.000 năm, từ thời kỳ Tiền Triều Đại cho đến khi du nhập của tín ngưỡng hi lạp cổ trong những thế kỷ đầu Công nguyên. Những niềm tin này tập trung vào thờ cúng các vị thần đại diện cho nhiều khía cạnh, ý tưởng và chức năng quyền lực khác nhau của thiên nhiên, thể hiện qua các nguyên mẫu phức tạp và đa dạng. Vào thời kỳ của triều đại thứ 18, người Ai Cập đã có nâng vị thế một số đơn vị thần như Amun lên hàng đấng sáng tạo vũ trụ với nhiều biểu hiện, tương tự như khái niệm kinh tế cũng được tìm thấy trong đạo Ki-tô: niềm tin rằng một Thượng đế có thể tồn tại trong nhiều hơn một người .
Những vị thần được tôn thờ với các nghi lễ và cầu nguyện, trong các ngôi đền địa phương và đền thờ gia đình cũng như trong ngôi đền chính thức quản lý bởi các giáo sĩ. Các vị thần khác nhau đã được nổi bật ở giai đoạn khác nhau của lịch sử Ai Cập, và các huyền thoại liên quan đến họ thay đổi theo thời gian, do đó, Ai Cập chưa bao giờ có một hệ thống thứ bậc các vị thần chặt chẽ hay một thần thoại thống nhất. Dù vậy, trong tôn giáo Ai Cập có nhiều niềm tin bao quát. Trong số đó có sự tôn thờ của pharaon - đã giúp thống nhất quốc gia về mặt chính trị , và niềm tin phức tạp về một thế giới bên kia, mà đã dẫn đến việc gia tăng tục chôn cất công phu của người Ai Cập.

## Các vị thần
Truyền thuyết về các vị thần của Ai Cập cổ đại khá đặc biệt. Thần Mặt Trời, hay Thần Thái Dương là Ra, sinh ra hai vị thần, nam thần Shu - thần không khí và nữ thần Tefnut, thần hơi nước .
Shu và Tefnut cưới nhau rồi sinh ra đôi thần trai gái là Nut và Geb. Nut và Geb cũng yêu nhau, nhưng bị cha cấm hẹn hò vì vậy họ phải lén lút với nhau. Một hôm, thần Shu bắt gặp, ném Nut lên trời, đạp Geb xuống sâu trong mặt đất . Từ đó, Nut là nữ thần bầu trời, Geb là nam thần mặt đất. Nhưng nhờ có thần Thoth, cả hai cũng được cưới nhau và bên nhau chỉ trong năm ngày (Thot thắng 72 ván cờ với thần mặt trăng Khonsu nên đã làm cho lịch dương chuyển thành 365 ngày nhờ ánh sáng của mặt trăng).
Nut sinh ra năm vị thần là: Osiris, Isis, Seth, Nephthys và Horus (một số thần thoại xưa). Cả năm vị thần đều là những vị thần quan trọng trong thế giới Ai Cập, được ghi chép lại trong cuốn "Book of The Dead" nghĩa là Sách của Người Chết.

### Thần Ra

Thần Ra, Thần Mặt trời của Ai Cập.

Thần Ra là Thần Mặt trời của Ai Cập. Trong "Sách của Người Chết" có miêu tả thần Ra vào buổi sáng biến thành một em bé, buổi trưa trở thành một thanh niên lực lưỡng và về chiều tối, thần trở thành một ông cụ .
Truyền thuyết kể lại rằng, Isis, vợ của Osiris, ghen tỵ với thần Ra, nàng liền nặn một con rắn bằng đất ở chỗ thần Ra vẫn thường đi lại. Khi thần Ra tới, nàng núp sau một tảng đá, hóa phép cho con rắn thức dậy, con rắn liền cắn thần Ra một nhát chí mạng. Thế là, mọi quyền của thần Ra đều thuộc về Isis .

### Osiris và Seth

Bốn người con của Horus, tên của bốn vị, từ trái sang: Imsety, Duamutef, Hapy, và Qebehsenuef.

Osiris cưới Isis rồi Isis sinh ra Horus. Osiris được nối ngôi Thần thái dương, trở thành thần nông nghiệp, thần sinh đẻ và thần hạnh phúc đem hạnh phúc cho nhân loại, cải tạo nông nghiệp, dạy dân trồng nho, làm rượu, trồng ngũ cốc và chăn gia súc . Osiris cũng dạy con người cách xây đền thờ, xây kim tự tháp nguy nga, tráng lệ. Osiris đi đâu cũng được mọi người kính trọng và yêu quý. Tuy nhiên, thần Seth, em trai của thần Osiris, lại ghẻ lạnh và căm ghét Osiris chỉ vì anh được nối ngôi, được mọi người kính trọng. Rồi Seth đã nghĩ ra kế hiểm độc đó là giết chết anh trai bằng cách dụ Orisis nằm vào quan tài rồi đóng đinh và thả xuống biển. Sau đó, Seth chiếm đoạt ngôi vị của anh trai và làm bao điều bạo tàn, ác độc khiến cho dân chúng và các vị thần khác bất bình . Isis biết chuyện, đau khổ vô cùng và tìm mọi cách để tìm thân thể Osiris. Sau khi tìm thấy thân thể chồng, Isis kể lại cho con trai Horus nghe. Từ đó, Horus nung nấu ý định giết Seth, trả thù cho cha.

### Cuộc chiến căng thẳng giữa Horus và Seth
Khi đã lớn, Horus triệu tập nhiều trai tráng trong vùng để tập võ, thành lập một đội để trả thù Seth. Ngày càng có nhiều người vào đội của Horus. Ngày nọ, Horus đến tuyên chiến với Seth nhưng thất bại. Lần hai, Horus đã bẫy được Seth bằng cách cho thuộc hạ núp ở tòa lâu đài rồi căng lưới ra mà bắt. Nhưng Isis tốt bụng đã tha cho Seth, Horus chặt đi một đuôi tóc của Isis  rồi lại tuyên chiến lần nữa, nhưng lần này, cả hai đều lên trời nhờ 9 vị thần trên bầu trời xử giúp. Cả chín vị thần đều biết câu chuyện xấu số của Orisis nên đều nói rằng Horus được nối ngôi.
Nhưng Seth vẫn không chịu thua, Horus cũng tuyên chiến với Seth lần nữa. Sau những gian nan hiểm trở, cuối cùng, Horus được nối ngôi cha và Seth bị Thần thái dương Ra sai làm nô tì cho thần.

## Câu chuyện về âm phủ và thế giới bên kia

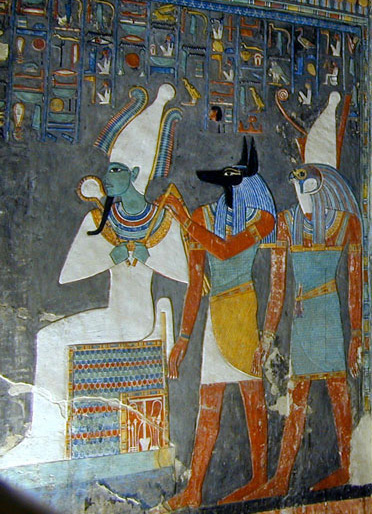
Thần Osiris, Anubis và Horus trong bức bích họa ở một kim tự tháp, Ai Cập.

Con quái vật Ammit, người Ai Cập tin rằng con quái vật sẽ ăn trái tim của người chết nếu người đó nói dối.

Người Ai Cập tin rằng ở thế giới bên kia, các vị thần chờ những người đã mất ở đó để đón lên cõi vĩnh hằng. Khi xuống âm phủ, linh hồn người chết phải gặp thần Anubis. Anubis dẫn linh hồn người chết đi đến chiếc cân trái tim, để cân xem người đó tốt hay khôn. Nếu tim họ nặng hơn chiếc lông đà điểu thì chứng tỏ họ là người xấu, và sẽ bị Ammit, con quái vật đầu cá sấu ăn linh hồn họ. tim họ nhẹ hơn cá lông đà điểu, họ sẽ được tiếp đón hậu hĩnh bởi thần Osiris ở cõi vĩnh hằng.

## Các kim tự tháp và việc thờ cúng

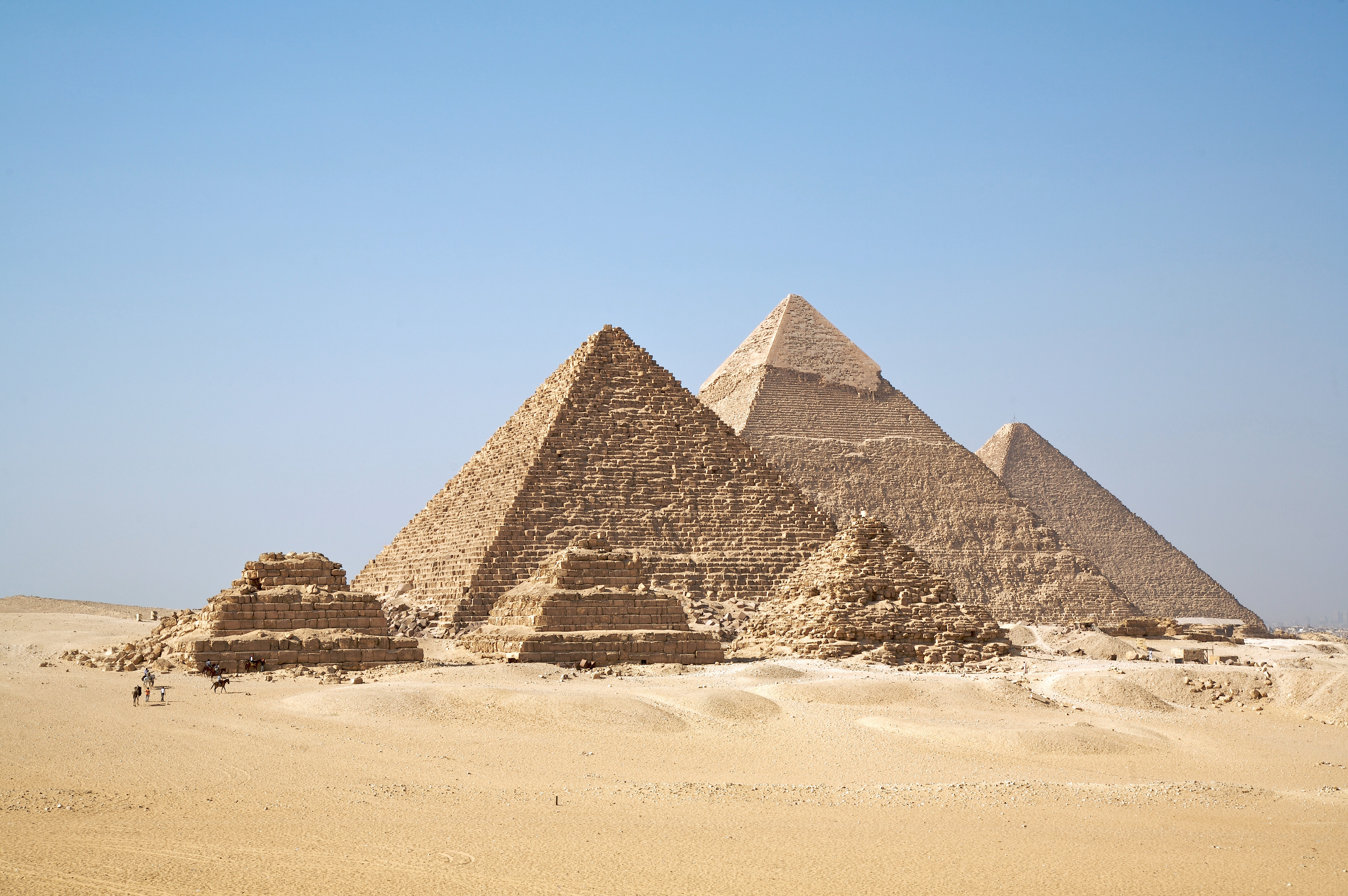
Kim tự tháp Kheops ở Giza, Ai Cập.

Người Ai Cập cổ đại thường quan niệm rằng nếu xác chết được đặt trong kim tự tháp, linh hồn sẽ được bất tử. Nhưng chỉ có các pharaoh và hoàng hậu mới có vinh dự được nằm trong kim tự tháp. Các thầy tu hoàng gia tẩm ướp xác chết, móc lấy não từ đầu mũi, lấy nội tạng ra ngoài, cho vào nhiều hũ bằng gỗ hoặc vàng và tắm rửa sạch sẽ cho xác. Rồi họ bôi dầu thơm và sáp vào xác pharaoh. Sau đó, người ta sẽ bọc xác bằng nhiều lớp vải lanh, rồi cho vào nhiều lớp quan tài bằng gỗ hoặc vàng và lắp mặt nạ của họ vào đầu quan tài để trông giống như người thật. Khi chôn cất, người ta còn mang theo châu báu, hương hoa và đặt bẫy để những linh hồn xấu không quấy rầy vị pharaoh của họ.

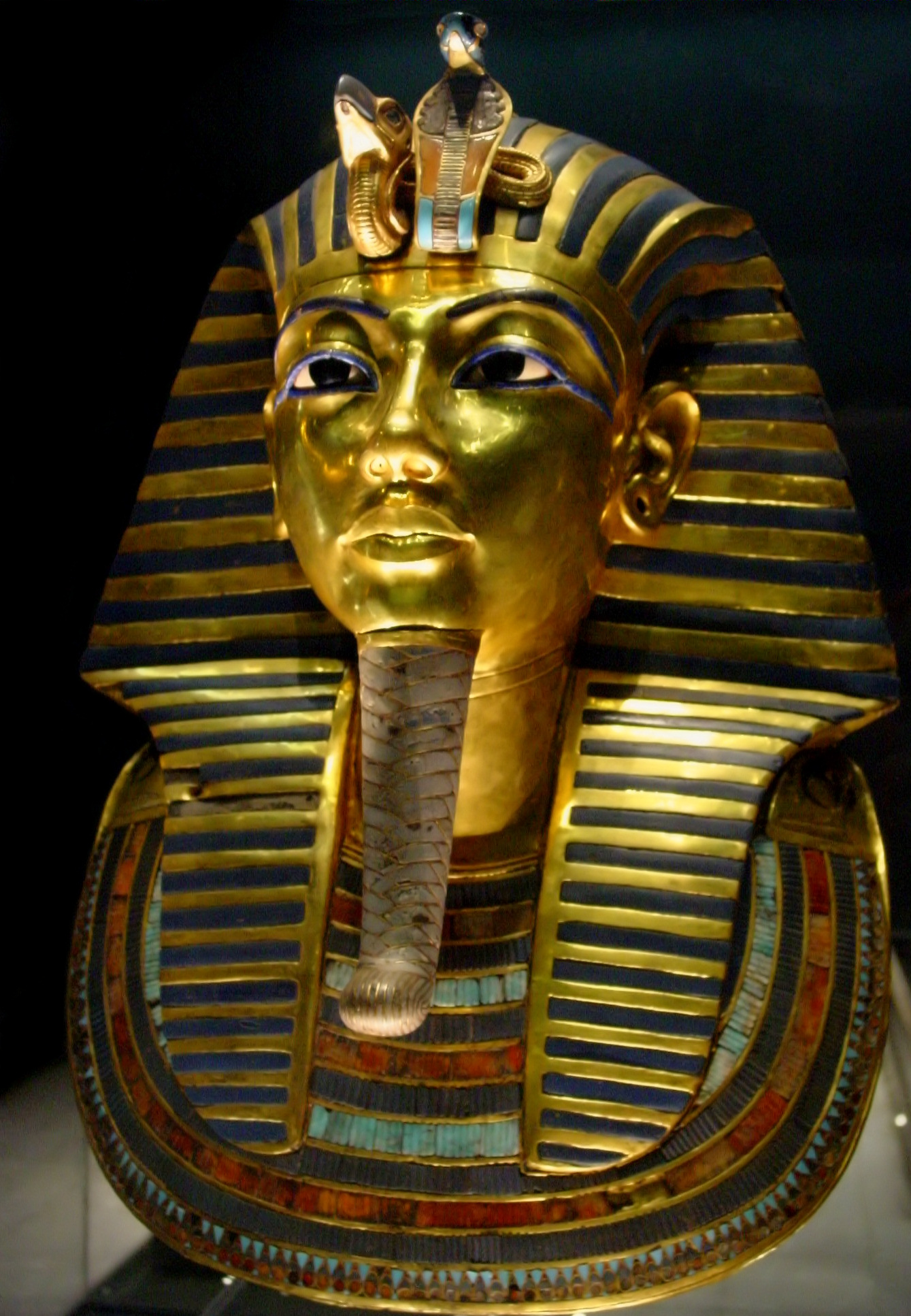
Mặt nạ bằng vàng của vua Tutankhamun.

Việc xây dựng kim tự tháp không phải là việc dễ chút nào khi họ phải kéo những tảng đá rất to lên cao, và viên đá trên đỉnh tháp thì phải mài cho nó nhọn hoắt như hình tam giác. Kim tự tháp được xây dựng trước khi các pharaoh chết và vào mùa hè, đó là khi nước sông Nile dâng lên. Công việc hết sức khó khăn. Các hòn đá nặng có khi đến hàng tấn được kéo bằng dây chõng lên cao. Sau khi xây xong bằng các hòn đá tảng, kim tự tháp như một cầu thang khổng lồ. Vì vậy, công việc tiếp theo là ốp đá cho kim tự tháp nhọn hoắt.
Việc thờ cúng là một nghi lễ ở Ai Cập cổ. Sau khi chôn cất, người dân mang đồ lễ, hương hoa, đèn, lương thực... đến đền thờ các vị thần và đền thờ pharaoh để cầu phước cho mình được bất tử ở thế giới bên kia.